# Liaison Interne Satellite Aérogare

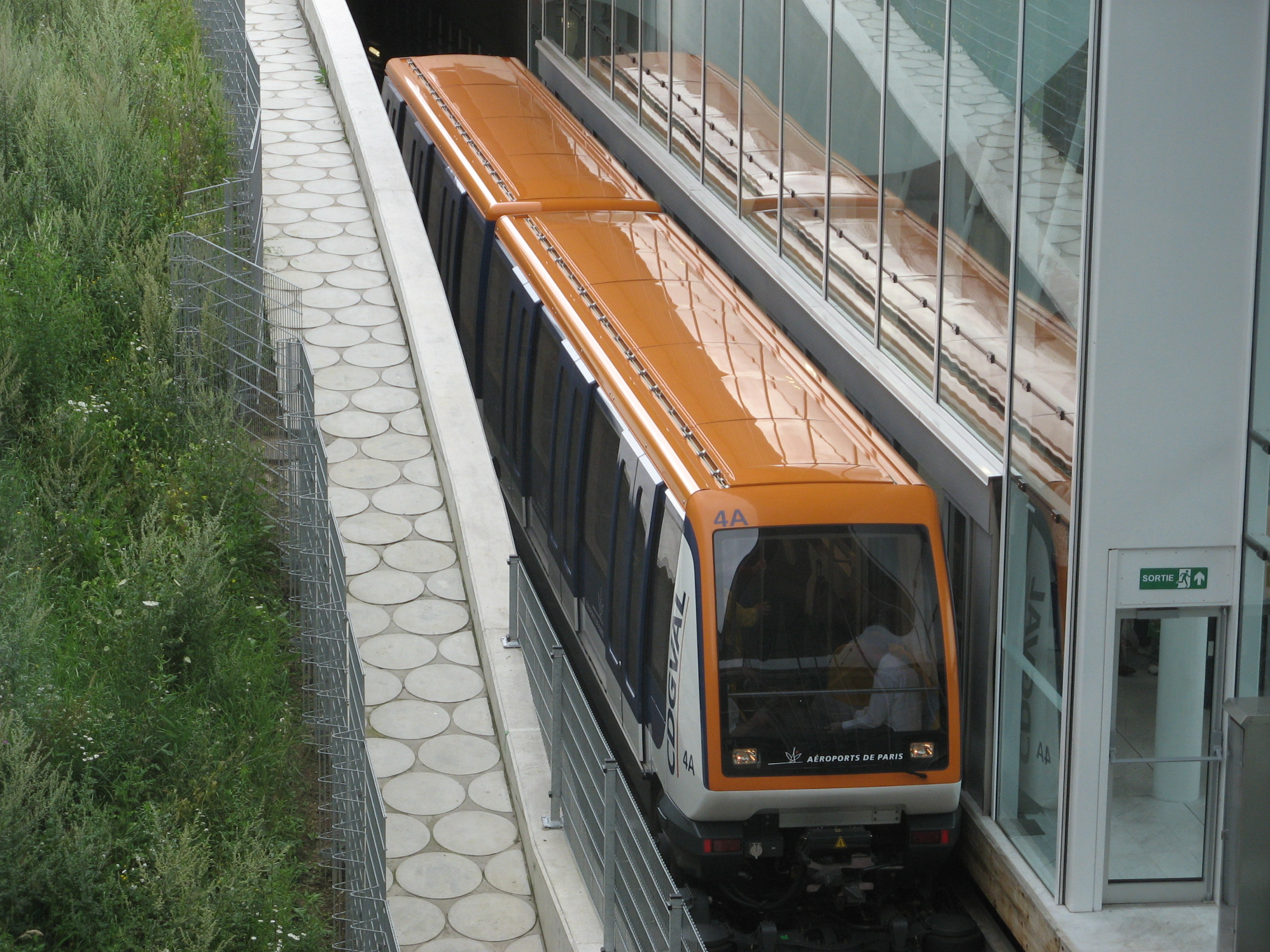
Zug der Bauart VAL 208NG (auf der Linie 1)

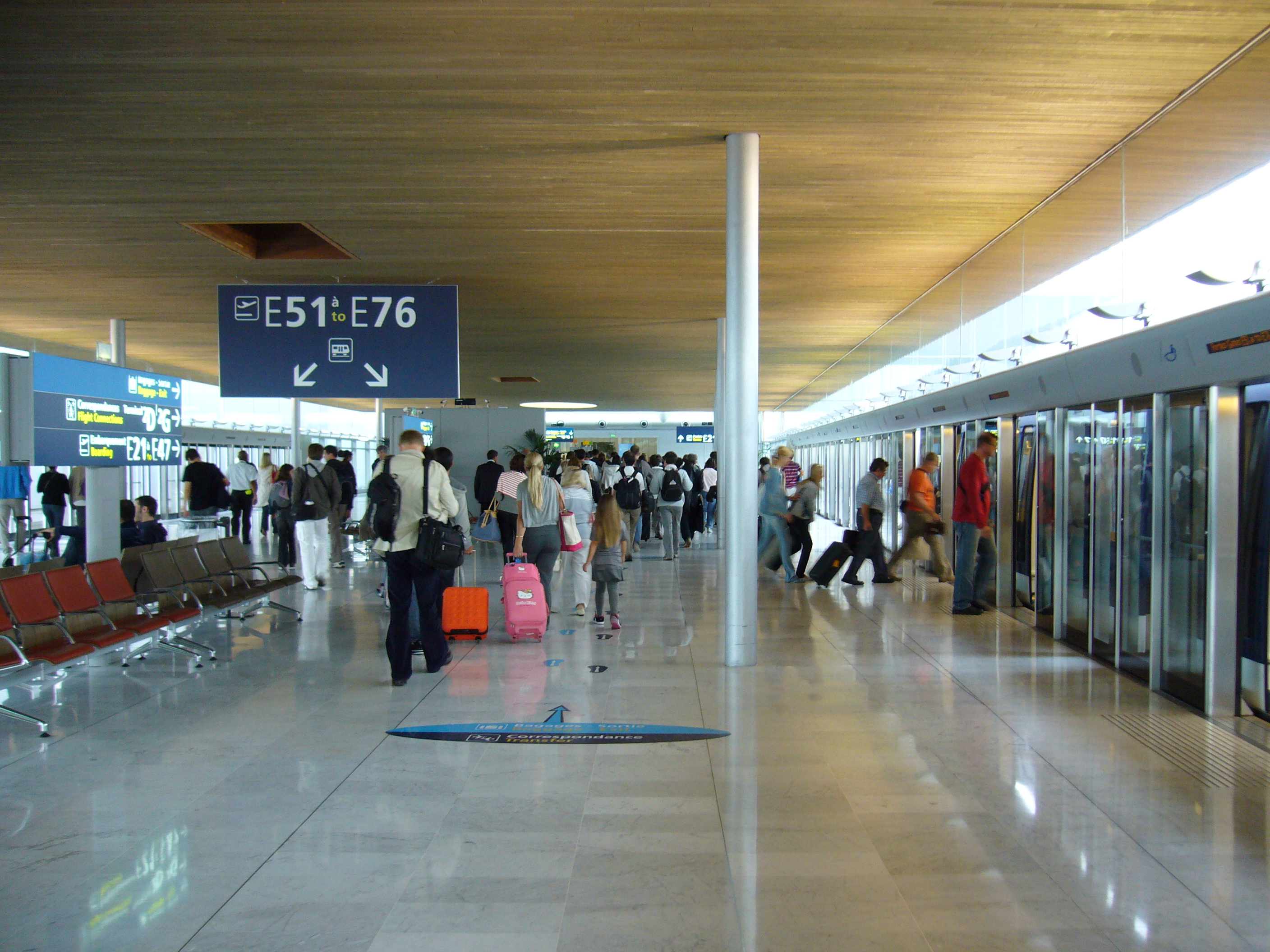
Station Terminal 2E der LISA

Die Liaison Interne Satellite Aérogare (LISA) ist die zweite nach dem VAL-System konstruierte Verbindungsbahn innerhalb des Pariser Flughafens Charles-de-Gaulle. Die Bahn wurde am 27. Juni 2007, rund zweieinhalb Monate nach der Linie 1 und zeitgleich mit der Eröffnung des Satelliten(terminals) S3, als Linie 2 in Betrieb genommen. Eine Gleisverbindung zur Linie 1 besteht nicht. 
Die Liaison Interne Satellite Aérogare (in etwa: Interne Verbindung zum Flughafensatelliten – gemeint ist damit die vorrangig für den Airbus A380 neuerrichtete, räumlich abgetrennte Boardingstation S3) verband zunächst auf einer knapp 700 Meter langen und teilweise als Hochbahn gebauten Strecke den zwischen den Terminals 2E und 2F gelegenen Zugang T2 in nur 45 Sekunden mit dem Satelliten S3. Nach einer Verlängerung der Strecke um ca. 300 Meter ist seit dem 21. Juli 2012 auch der neue Satellit S4 mit der Bahn erreichbar. Sämtliche Zugänge liegen in einem Bereich, der nur Reisenden offensteht, die bereits eingecheckt haben.
Bei einer Fahrtaufnahme alle zwei Minuten können pro Stunde in jeder Richtung 4500 Personen befördert werden. Zum Einsatz kommen drei Doppeltriebwagen der Bauart VAL 208NG und acht des Typs Val 208NG2 von Siemens Transportation Systems.
Am 15. April 2011 wurde das Depot eröffnet und die Strecke bis zum im Bau befindlichen Satelliten S4 verlängert. Die neue Endstation Satellite S4 wird seit dessen Inbetriebnahme im Jahr 2012 bedient. In diesem Zusammenhang wurden die VAL 208NG2 bestellt, die in Doppeltraktion verkehren können.
Die in Ost-West-Richtung verlaufende Strecke ist durchgehend zweigleisig mit Mittelbahnsteigen. Die Bahnsteige sind durch transparente Glaswände mit eingelassenen Bahnsteigtüren von den Gleisen getrennt. Die Türen öffnen sich nur bei stehendem Zug. Vor der Station Terminal 2E und hinter dem Endbahnhof Satellite S4 liegen doppelte Gleiswechsel. Hinter der letztgenannten Station befindet sich das Depot.
Die Bahn verkehrt von 4.30 bis 0.30, möglich ist eine Zugfrequenz von 120 Sekunden. Der kürzeste Takt liegt bei 155 Sekunden, er wird morgens zwischen 5.30 und 7.00 angeboten, der längste bei fünf Minuten. Nicht alle Züge fahren bis zur Station Satellite S4: nach 16.00 enden fünf von sechs Zügen bereits in der Station Satellite S3, nach 18.30 wird sie gar nicht mehr angefahren.